# Kamer van volksvertegenwoordigers (samenstelling 1971-1974)
De lijst van leden van de Belgische Kamer van volksvertegenwoordigers van 1971 tot 1974. De Kamer van volksvertegenwoordigers telde toen nog 212 leden.  Het federale kiesstelsel was in die periode gebaseerd op algemeen enkelvoudig stemrecht voor alle Belgen van 21 jaar en ouder, volgens een systeem van evenredige vertegenwoordiging op basis van de Methode-D'Hondt, gecombineerd met een districtenstelsel.
De 41ste legislatuur van de Kamer van volksvertegenwoordigers liep van 25 november 1971 tot 17 januari 1974 en volgde uit de verkiezingen van 7 november 1971.
Tijdens deze legislatuur waren achtereenvolgens de regering-G. Eyskens V (januari 1972 - januari 1973) en de regering-Leburton (januari 1973 - april 1974) in functie. De regering-G. Eyskens V steunde op een meerderheid van christendemocraten (CVP en PSC) en socialisten (BSP en PSB) en de regering-Leburton op een meerderheid van christendemocraten, socialisten en liberalen (PVV en PLP). De oppositie bestond uit PVV (tot januari 1973), PLP (tot januari 1973), Volksunie, RW, FDF, KPB-PCB en later ook PLDP, een afsplitsing van de PLP.

## Zittingen
In de 41ste zittingsperiode (1971-1974) vonden drie zittingen plaats. Van rechtswege kwamen de Kamers ieder jaar bijeen op de tweede dinsdag van oktober.
| Zitting                | Opening          | Sluiting        |
| ---------------------- | ---------------- | --------------- |
| 1ste zitting 1971-1972 | 25 november 1971 | 6 oktober 1972  |
| 2de zitting 1972-1973  | 10 oktober 1972  | 5 oktober 1973  |
| 3de zitting 1973-1974  | 9 oktober 1973   | 30 januari 1974 |

## Samenstelling
| Begin legislatuur (1971) | Begin legislatuur (1971) | Begin legislatuur (1971) | Einde legislatuur (1974) | Einde legislatuur (1974) | Einde legislatuur (1974) |
| Fractie                  | Fractie                  | Zetels                   | Fractie                  | Fractie                  | Zetels                   |
| ------------------------ | ------------------------ | ------------------------ | ------------------------ | ------------------------ | ------------------------ |
|                          | CVP-PSC                  | 67                       |                          | CVP-PSC                  | 67                       |
|                          | BSP-PSB                  | 61                       |                          | BSP-PSB                  | 61                       |
|                          | PVV-PLP                  | 34                       |                          | PVV-PLP                  | 31                       |
|                          | FDF-RW                   | 24                       |                          | FDF-RW                   | 24                       |
|                          | Volksunie                | 21                       |                          | Volksunie                | 21                       |
|                          | KPB-PCB                  | 5                        |                          | KPB-PCB                  | 5                        |
|                          |                          |                          |                          | PLDP                     | 3                        |

Wijzigingen in fractiesamenstelling:
- In 1973 verlaten Jacques Van Offelen, Roland Gillet en Marcel Piron de PLP en gaan in de PLDP-fractie zetelen, die ze zelf hebben opgericht.

## Lijst van de volksvertegenwoordigers
| Volksvertegenwoordiger     | Partij    | Kieskring                 | Taalgroep  | Opmerkingen |
| -------------------------- | --------- | ------------------------- | ---------- | --- |
| Leo Tindemans              | CVP       | Antwerpen                 | Nederlands | |
| Maria Verlackt-Gevaert     | CVP       | Antwerpen                 | Nederlands | Secretaris tot 26 januari 1973. |
| Karel Blanckaert           | CVP       | Antwerpen                 | Nederlands | |
| Herman Suykerbuyk          | CVP       | Antwerpen                 | Nederlands | |
| Frank Swaelen              | CVP       | Antwerpen                 | Nederlands | |
| Tijl Declercq              | CVP       | Antwerpen                 | Nederlands | |
| Jos Van Eynde              | BSP       | Antwerpen                 | Nederlands | |
| Louis Major                | BSP       | Antwerpen                 | Nederlands | |
| Wim Geldolf                | BSP       | Antwerpen                 | Nederlands | |
| Frans Detiège              | BSP       | Antwerpen                 | Nederlands | Voorzitter van de commissie Economie. |
| Jan Mangelschots           | BSP       | Antwerpen                 | Nederlands | |
| Jos Van Elewyck            | BSP       | Antwerpen                 | Nederlands | |
| Frans Grootjans            | PVV       | Antwerpen                 | Nederlands | |
| Karel Poma                 | PVV       | Antwerpen                 | Nederlands | |
| Georges Van Lidth de Jeude | PVV       | Antwerpen                 | Nederlands | |
| Frans Van der Elst         | Volksunie | Antwerpen                 | Nederlands | Voorzitter van de Volksunie-fractie. |
| Reimond Mattheyssens       | Volksunie | Antwerpen                 | Nederlands | |
| Hugo Schiltz               | Volksunie | Antwerpen                 | Nederlands | |
| Hector Goemans             | Volksunie | Antwerpen                 | Nederlands | |
| André De Beul              | Volksunie | Antwerpen                 | Nederlands | |
| Jos De Saeger              | CVP       | Mechelen                  | Nederlands | |
| Michel Van Dessel          | CVP       | Mechelen                  | Nederlands | |
| Guido Verhaegen            | CVP       | Mechelen                  | Nederlands | |
| Désiré Van Daele           | BSP       | Mechelen                  | Nederlands | |
| Hugo Adriaensens           | BSP       | Mechelen                  | Nederlands | |
| Ludo Sels                  | Volksunie | Mechelen                  | Nederlands | |
| Frans Van Mechelen         | CVP       | Turnhout                  | Nederlands | |
| Renaat Peeters             | CVP       | Turnhout                  | Nederlands | |
| Francis Tanghe             | CVP       | Turnhout                  | Nederlands | Quaestor. |
| Robert Van Rompaey         | CVP       | Turnhout                  | Nederlands | |
| Jozef Cools                | BSP       | Turnhout                  | Nederlands | |
| Peter Poortmans            | PVV       | Turnhout                  | Nederlands | |
| Jozef Belmans              | Volksunie | Turnhout                  | Nederlands | |
| Paul Vanden Boeynants      | PSC       | Brussel                   | Frans      | |
| Renaat Van Elslande        | CVP       | Brussel                   | Nederlands | |
| José Desmarets             | PSC       | Brussel                   | Frans      | |
| Jos Chabert                | CVP       | Brussel                   | Nederlands | |
| Henri-François Van Aal     | PSC       | Brussel                   | Frans      | |
| Paul De Keersmaeker        | CVP       | Brussel                   | Nederlands | |
| André Saint-Rémy           | PSC       | Brussel                   | Frans      | Voorzitter van de commissie Binnenlandse Zaken. |
| Paul De Kerpel             | CVP       | Brussel                   | Nederlands | |
| Achille Diegenant          | CVP       | Brussel                   | Nederlands | Vervangt vanaf 25 november 1971 Hendrik Fayat (BSP-Rode Leeuwen), wiens verkiezing ongeldig werd verklaard wegens een vergissing in de toekenning van de restzetels in het kader van de apparentering. |
| Jozef Ghyssels             | BSP       | Brussel                   | Nederlands | Vervangt vanaf 30 januari 1973 Henri Simonet (PSB), die lid wordt van de Europese Commissie. Simonet maakte deel uit van de Franse taalgroep.                                                          |
| Guy Cudell                 | PSB       | Brussel                   | Frans      | Voorzitter van de commissie Landsverdediging tot 26 januari 1973. |
| Hervé Brouhon              | PSB       | Brussel                   | Frans      | Voorzitter van de BSP-PSB-fractie. |
| Lucien Radoux              | PSB       | Brussel                   | Frans      | Voorzitter van de commissie Buitenlandse Handel en Ontwikkelingssamenwerking. |
| André Degroeve             | PSB       | Brussel                   | Frans      | |
| Frans Gelders              | BSP       | Brussel                   | Nederlands | Is verkozen op de BSP-scheurlijst Rode Leeuwen. Gelders is quaestor. |
| Jacques Van Offelen        | PLP       | Brussel                   | Frans      | Stapt op 13 februari 1973 over naar de PLDP-fractie. |
| Roland Gillet              | PLP       | Brussel                   | Frans      | Stapt op 13 februari 1973 over naar de PLDP-fractie. Gillet was secretaris van 10 oktober 1972 tot 9 oktober 1973.                                                                                     |
| Marcel Piron               | PLP       | Brussel                   | Frans      | Stapt op 13 februari 1973 over naar de PLDP-fractie. Piron is vanaf 13 februari 1973 voorzitter van de PLDP-fractie.                                                                                   |
| Paul Delforge              | PLP       | Brussel                   | Frans      | Is verkozen op een PVV-PLP-kartellijst. |
| August De Winter           | PVV       | Brussel                   | Nederlands | Is verkozen op een PVV-PLP-kartellijst. De Winter is voorzitter van de PVV-PLP-fractie vanaf 9 oktober 1973.                                                                                           |
| Léon Defosset              | FDF       | Brussel                   | Frans      | Voorzitter van de FDF-RW-fractie. |
| Lucien Outers              | FDF       | Brussel                   | Frans      | |
| Jean Boon                  | FDF       | Brussel                   | Frans      | |
| François Persoons          | FDF       | Brussel                   | Frans      | |
| Pierre Havelange           | FDF       | Brussel                   | Frans      | |
| Roger Nols                 | FDF       | Brussel                   | Frans      | |
| Victor Laloux              | FDF       | Brussel                   | Frans      | |
| Gaston Moulin              | FDF       | Brussel                   | Frans      | |
| Marcel Payfa               | FDF       | Brussel                   | Frans      | |
| Georges Clerfayt           | FDF       | Brussel                   | Frans      | |
| Vic Anciaux                | Volksunie | Brussel                   | Nederlands | Voorzitter van de commissie Volksgezondheid en Gezin. |
| Eugeen De Facq             | Volksunie | Brussel                   | Nederlands | |
| Louis Van Geyt             | KPB-PCB   | Brussel                   | Nederlands | Voorzitter van de KPB-PCB-fractie tot 30 januari 1973. |
| Jaak Henckens              | CVP       | Leuven                    | Nederlands | |
| Godelieve Devos            | CVP       | Leuven                    | Nederlands | |
| Alfons Vranckx             | BSP       | Leuven                    | Nederlands | |
| Henri Boel                 | BSP       | Leuven                    | Nederlands | |
| August Smets               | BSP       | Leuven                    | Nederlands | Vervangt vanaf 25 november 1971 Paul Devlies (CVP), wiens verkiezing ongeldig werd verklaard wegens een vergissing in de toekenning van de restzetels in het kader van de apparentering.               |
| Georges Sprockeels         | PVV       | Leuven                    | Nederlands | |
| Robert Rolin Jaequemyns    | PVV       | Leuven                    | Nederlands | |
| Willy Kuijpers             | Volksunie | Leuven                    | Nederlands | |
| Marcel Plasman             | PSC       | Nijvel                    | Frans      | |
| Alfred Scokaert            | PSB       | Nijvel                    | Frans      | |
| René Basecq                | PSB       | Nijvel                    | Frans      | |
| Pierre Rouelle             | RW        | Nijvel                    | Frans      | |
| Georges Maes               | RW        | Nijvel                    | Frans      | |
| Fernand Vandamme           | CVP       | Brugge                    | Nederlands | |
| Daniel Coens               | CVP       | Brugge                    | Nederlands | |
| Achiel Van Acker           | BSP       | Brugge                    | Nederlands | Parlementsvoorzitter en voorzitter van de commissie Buitenlandse Zaken. |
| Omaar Carpels              | BSP       | Brugge                    | Nederlands | |
| Pieter Leys                | Volksunie | Brugge                    | Nederlands | |
| Leopold Verhenne           | CVP       | Kortrijk                  | Nederlands | Secretaris vanaf 22 februari 1973. |
| André Dequae               | CVP       | Kortrijk                  | Nederlands | Ondervoorzitter en voorzitter van de commissie Financiën. |
| Jules Mathys               | BSP       | Kortrijk                  | Nederlands | |
| Marcel Vandenhove          | BSP       | Kortrijk                  | Nederlands | |
| André Kempinaire           | PVV       | Kortrijk                  | Nederlands | |
| Luc Vansteenkiste          | Volksunie | Kortrijk                  | Nederlands | |
| Dries Claeys               | CVP       | Veurne-Diksmuide-Oostende | Nederlands | |
| Gerard Markey              | CVP       | Veurne-Diksmuide-Oostende | Nederlands | |
| Alfons Laridon             | BSP       | Veurne-Diksmuide-Oostende | Nederlands | |
| Raoul Bonnel               | PVV       | Veurne-Diksmuide-Oostende | Nederlands | Vervangt vanaf 25 januari 1972 de overleden Polydore-Gentiel Holvoet. Bonnel is voorzitter van de commissie Algemene Zaken en Openbaar Ambt.                                                           |
| Emiel Vansteenkiste        | Volksunie | Veurne-Diksmuide-Oostende | Nederlands | Vervangt vanaf 14 maart 1972 de overleden Etienne Lootens-Stael. |
| Robert Gheysen             | CVP       | Roeselare-Tielt           | Nederlands | |
| Erik Vankeirsbilck         | CVP       | Roeselare-Tielt           | Nederlands | Vervangt vanaf 9 oktober 1973 Honoraat Callebert, die uit de politiek stapt. |
| André Bourgeois            | CVP       | Roeselare-Tielt           | Nederlands | |
| Gustaaf Nyffels            | BSP       | Roeselare-Tielt           | Nederlands | |
| Mik Babylon                | Volksunie | Roeselare-Tielt           | Nederlands | Secretaris tot 9 oktober 1973. |
| Marcel Bode                | CVP       | Ieper                     | Nederlands | Voorzitter van de commissie Openbare Werken. |
| Arlette Duclos-Lahaye      | PVV       | Ieper                     | Nederlands | |
| Roger Otte                 | CVP       | Aalst                     | Nederlands | Voorzitter van de commissie Cultuur. |
| Ghisleen Willems           | CVP       | Aalst                     | Nederlands | |
| Albert Van Hoorick         | BSP       | Aalst                     | Nederlands | Secretaris. |
| Louis D'haeseleer          | PVV       | Aalst                     | Nederlands | Quaestor. |
| Louis Waltniel             | PVV       | Aalst                     | Nederlands | |
| Richard Van Leemputten     | Volksunie | Aalst                     | Nederlands | |
| Jan Verroken               | CVP       | Oudenaarde                | Nederlands | Ondervoorzitter en voorzitter van de commissie Leefmilieu. |
| Marcel Vanderhaegen        | BSP       | Oudenaarde                | Nederlands | |
| Herman De Croo             | PVV       | Oudenaarde                | Nederlands | |
| Placide De Paepe           | CVP       | Gent-Eeklo                | Nederlands | Voorzitter van de commissie Sociale Voorzorg tot 26 januari 1973. |
| Adhémar d'Alcantara        | CVP       | Gent-Eeklo                | Nederlands | Voorzitter van de CVP-PSC-fractie vanaf 25 januari 1972. |
| Maurice Van Herreweghe     | CVP       | Gent-Eeklo                | Nederlands | |
| Maurice Dewulf             | CVP       | Gent-Eeklo                | Nederlands | |
| Adhémar Deneir             | CVP       | Gent-Eeklo                | Nederlands | |
| Edward Anseele jr.         | BSP       | Gent-Eeklo                | Nederlands | |
| Livien Danschutter         | BSP       | Gent-Eeklo                | Nederlands | |
| Gilbert Temmerman          | BSP       | Gent-Eeklo                | Nederlands | |
| Willy De Clercq            | PVV       | Gent-Eeklo                | Nederlands | |
| Emile Flamant              | PVV       | Gent-Eeklo                | Nederlands | |
| Leopold Niemegeers         | PVV       | Gent-Eeklo                | Nederlands | |
| Frans Baert                | Volksunie | Gent-Eeklo                | Nederlands | |
| Johannes Wannyn            | Volksunie | Gent-Eeklo                | Nederlands | |
| Omer De Mey                | CVP       | Sint-Niklaas              | Nederlands | Voorzitter van de commissie Sociale Voorzorg vanaf 30 januari 1973. |
| Paul De Vidts              | CVP       | Sint-Niklaas              | Nederlands | |
| Aimé Van Lent              | BSP       | Sint-Niklaas              | Nederlands | Secretaris vanaf 9 oktober 1973. |
| Nelly Maes                 | Volksunie | Sint-Niklaas              | Nederlands | Vervangt vanaf 25 november 1971 Maurits Coppieters, die provinciaal senator wordt. |
| Marcel Duerinck            | CVP       | Dendermonde               | Nederlands | |
| Gustave Boeykens           | BSP       | Dendermonde               | Nederlands | |
| Frans Verberckmoes         | PVV       | Dendermonde               | Nederlands | |
| Avil Geerinck              | Volksunie | Dendermonde               | Nederlands | |
| Alfred Califice            | PSC       | Charleroi                 | Frans      | |
| Raymond Brimant            | PSC       | Charleroi                 | Frans      | |
| Lucien Harmegnies          | PSB       | Charleroi                 | Frans      | |
| Ernest Glinne              | PSB       | Charleroi                 | Frans      | |
| André Baudson              | PSB       | Charleroi                 | Frans      | Secretaris. |
| Léopold Tibbaut            | PSB       | Charleroi                 | Frans      | |
| Claude Hubaux              | PLP       | Charleroi                 | Frans      | |
| Robert Moreau              | RW        | Charleroi                 | Frans      | Secretaris. |
| Etienne Knoops             | RW        | Charleroi                 | Frans      | |
| Fernand Helguers           | RW        | Charleroi                 | Frans      | |
| Marcel Meuter              | RW        | Charleroi                 | Frans      | |
| Victor Delporte            | PSC       | Bergen                    | Frans      | |
| Arthur Nazé                | PSB       | Bergen                    | Frans      | Quaestor vanaf 27 januari 1972. |
| Henri Deruelles            | PSB       | Bergen                    | Frans      | |
| Robert Urbain              | PSB       | Bergen                    | Frans      | |
| Léon Hannotte              | PLP       | Bergen                    | Frans      | Vanaf 29 november 1973 ondervoorzitter en voorzitter van de commissie Middenstand. |
| Noëlla Dinant              | KPB-PCB   | Bergen                    | Frans      | Vervangt vanaf 22 november 1972 de overleden Marc Drumaux. |
| René Pêtre                 | PSC       | Zinnik                    | Frans      | |
| Léon Hurez                 | PSB       | Zinnik                    | Frans      | Quaestor tot 20 januari 1972. |
| Richard Gondry             | PSB       | Zinnik                    | Frans      | |
| Marcel Couteau             | KPB-PCB   | Zinnik                    | Frans      | |
| Willy Burgeon              | PSB       | Thuin                     | Frans      | |
| Jules Herbage              | PLP       | Thuin                     | Frans      | |
| Paul-Henry Gendebien       | RW        | Thuin                     | Frans      | |
| Robert Devos               | PSC       | Doornik-Aat-Moeskroen     | Frans      | Quaestor. |
| Henri Castel               | PSB       | Doornik-Aat-Moeskroen     | Frans      | Voorzitter van de commissie Tewerkstelling en Arbeid. |
| Marcel Demets              | PSB       | Doornik-Aat-Moeskroen     | Frans      | |
| René Lefebvre              | PLP       | Doornik-Aat-Moeskroen     | Frans      | Voorzitter van de PVV-PLP-fractie tot 9 oktober 1973 en voorzitter van de commissie Landbouw. |
| Jean Picron                | PLP       | Doornik-Aat-Moeskroen     | Frans      | Secretaris tot 10 oktober 1972, een functie die hij opnieuw uitoefende vanaf 9 oktober 1973. |
| Paul Vandamme              | RW        | Doornik-Aat-Moeskroen     | Frans      | |
| André Delrue               | KPB-PCB   | Doornik-Aat-Moeskroen     | Frans      | |
| Eugène Charpentier         | PSC       | Hoei-Borgworm             | Frans      | Ondervoorzitter en voorzitter van de commissie Justitie. |
| Edmond Leburton            | PSB       | Hoei-Borgworm             | Frans      | |
| Fernand Hubin              | PSB       | Hoei-Borgworm             | Frans      | |
| Robert Collignon           | PSB       | Hoei-Borgworm             | Frans      | |
| Jean-Pierre Grafé          | PSC       | Luik                      | Frans      | |
| André Magnée               | PSC       | Luik                      | Frans      | Secretaris. |
| André Cools                | PSB       | Luik                      | Frans      | |
| Edouard Close              | PSB       | Luik                      | Frans      | |
| Guy Mathot                 | PSB       | Luik                      | Frans      | |
| Jean-Maurice Dehousse      | PSB       | Luik                      | Frans      | |
| Claude Dejardin            | PSB       | Luik                      | Frans      | |
| Emile-Edgard Jeunehomme    | PLP       | Luik                      | Frans      | Tot 16 oktober 1973 ondervoorzitter en voorzitter van de commissie Middenstand. |
| Jules Borsu                | PLP       | Luik                      | Frans      | |
| Jean Defraigne             | PLP       | Luik                      | Frans      | |
| François Perin             | RW        | Luik                      | Frans      | |
| Pierre Bertrand            | RW        | Luik                      | Frans      | Voorzitter van de commissie Europese Zaken. |
| Jean Gol                   | RW        | Luik                      | Frans      | Vervangt vanaf 25 november 1971 Jules Dupont, die verkiest om niet te zetelen. |
| Marcel Levaux              | KPB-PCB   | Luik                      | Frans      | Voorzitter van de KPB-PCB-fractie vanaf 30 januari 1973. |
| Albert Parisis             | PSC       | Verviers                  | Frans      | |
| Guillaume Schyns           | PSC       | Verviers                  | Frans      | |
| Germaine Copée-Gerbinet    | PSB       | Verviers                  | Frans      | Ondervoorzitter en voorzitter van de commissie Verkeerswezen, Posterijen, Telegrafie en Telefonie. |
| André Damseaux             | PLP       | Verviers                  | Frans      | |
| Maurice Petit              | RW        | Verviers                  | Frans      | |
| Alfred Bertrand            | CVP       | Hasselt                   | Nederlands | |
| Luc Dhoore                 | CVP       | Hasselt                   | Nederlands | |
| Georges Monard             | CVP       | Hasselt                   | Nederlands | |
| Willy Claes                | BSP       | Hasselt                   | Nederlands | |
| Emiel Vanijlen             | BSP       | Hasselt                   | Nederlands | |
| Jozef Olaerts              | Volksunie | Hasselt                   | Nederlands | |
| Lambert Kelchtermans       | CVP       | Tongeren-Maaseik          | Nederlands | |
| Mathieu Rutten             | CVP       | Tongeren-Maaseik          | Nederlands | |
| Germaine Craeybeckx-Orij   | CVP       | Tongeren-Maaseik          | Nederlands | Voorzitter van de commissie Nationale Opvoeding. |
| Jean Férir                 | BSP       | Tongeren-Maaseik          | Nederlands | |
| Fernand Colla              | PVV       | Tongeren-Maaseik          | Nederlands | |
| Raymond Clercx             | PVV       | Tongeren-Maaseik          | Nederlands | |
| Evrard Raskin              | Volksunie | Tongeren-Maaseik          | Nederlands | |
| Charles-Ferdinand Nothomb  | PSC       | Aarlen-Marche-Bastenaken  | Frans      | |
| Marcel Remacle             | PSB       | Aarlen-Marche-Bastenaken  | Frans      | Voorzitter van de commissie Landsverdediging vanaf 30 januari 1973. |
| Louis Olivier              | PLP       | Aarlen-Marche-Bastenaken  | Frans      | |
| Joseph Michel              | PSC       | Neufchâteau-Virton        | Frans      | |
| Henri Pierret              | PSC       | Neufchâteau-Virton        | Frans      | |
| Victor Barbeaux            | PSC       | Dinant-Philippeville      | Frans      | |
| Albert Grégoire            | PSB       | Dinant-Philippeville      | Frans      | |
| Augustin Bila              | RW        | Dinant-Philippeville      | Frans      | |
| Léon Remacle               | PSC       | Namen                     | Frans      | |
| Louis Namèche              | PSB       | Namen                     | Frans      | |
| Robert Denison             | PSB       | Namen                     | Frans      | |
| Charles Poswick            | PLP       | Namen                     | Frans      | |
| Fernand Massart            | RW        | Namen                     | Frans      | |

## Commissies
Op 28 juni 1972 werd een parlementaire onderzoekscommissie opgericht naar het rechtstreeks of zijdelings inlassen van publicitaire teksten of afbeeldingen (sluikreclame) in de uitzendingen van de BRT, van de RTB en van de Kabeltelevisie.